# SBS Drama Awards
SBS Drama Awards (Hangul: SBS 연기대상 SBS Yeon-gi Daesang, także SBS Awards Festival) – ceremonia rozdania nagród telewizyjnych organizowana przez Seoul Broadcasting System za wybitne seriale telewizyjne emitowanych przez stację. Odbywa się ona corocznie 31 grudnia od 1993 roku. Najwyższym wyróżnieniem jest „wielka nagroda” (hangul: 대상 Daesang), przyznawana najlepszemu aktorze lub aktorce roku.

## Kategorie nagród
- Wielka nagroda (kor. 대상 daesang) – dla najlepszego aktora/aktorki roku.
- Top Excellence in Acting Award (최우수상)
- Excellence in Acting Award (우수상)

## Nagrody
| Wielka nagroda (Daesang) | Wielka nagroda (Daesang) | Wielka nagroda (Daesang)     | Wielka nagroda (Daesang) |
| #                        | Rok                      | Odbiorca                     | Tytuł serialu            |
| ------------------------ | ------------------------ | ---------------------------- | ------------------------ |
| 1                        | 1993                     | Lee Mi-sook                  | How's Your Husband?      |
| 2                        | 1994                     | Choi Myung-gil               | Marriage                 |
| 3                        | 1995                     | Choi Min-soo                 | Moraesigye               |
| 4                        | 1996                     | Park Geun-hyung              | The Brothers' River      |
| 5                        | 1997                     | –                            | –                        |
| 6                        | 1998                     | Kim Hee-sun                  | Mister Q                 |
| 7                        | 1999                     | Shim Eun-ha                  | Trap of Youth            |
| 8                        | 2000                     | Go Doo-shim                  | Virtue                   |
| 9                        | 2001                     | Kang Soo-yeon, Jeon In-hwa   | Yeoin cheonha            |
| 10                       | 2002                     | Ahn Jae-mo                   | Rustic Period            |
| 11                       | 2003                     | Lee Byung-hun                | All In                   |
| 12                       | 2004                     | Park Shin-yang, Kim Jung-eun | Pari-ui yeon-in          |
| 13                       | 2005                     | Jeon Do-yeon                 | Peuraha-ui yeon-in       |
| 14                       | 2006                     | Han Hye-sook                 | Haneul-iseyeo            |
| 15                       | 2007                     | Park Shin-yang               | Jjeon-ui jeonjaeng       |
| 15                       | 2007                     | Kim Hee-ae                   | Nae namjaui yeoja        |
| 16                       | 2008                     | Moon Geun-young              | Baram-ui hwa-won         |
| 17                       | 2009                     | Jang Seo-hee                 | Anae-ui yuhok            |
| 18                       | 2010                     | Go Hyun-jung                 | Daemul                   |
| 19                       | 2011                     | Han Suk-kyu                  | Ppuri gip-eun namu       |
| 20                       | 2012                     | Son Hyun-joo                 | Chujeokja                |
| 21                       | 2013                     | Lee Bo-young                 | Neoui moksoriga deulryeo |
| 22                       | 2014                     | Jun Ji-hyun                  | Przybyłeś z Gwiazd       |
| 23                       | 2015                     | Joo Won                      | Yong-pal-i               |
| 24                       | 2016                     | Han Suk-kyu                  | Romantyczny doktor Kim   |